# Idiops cambridgei
Idiops cambridgei är en spindelart som beskrevs av Anton Ausserer 1875. Idiops cambridgei ingår i släktet Idiops och familjen Idiopidae.
Artens utbredningsområde är Colombia. Inga underarter finns listade i Catalogue of Life.